# Sockelarbeitslosigkeit
Sockelarbeitslosigkeit (auch Bodensatzarbeitslosigkeit genannt) ist der Anteil an Arbeitslosigkeit, die selbst dann bestehen bleibt, wenn die Konjunktur sich vollständig erholen würde. Um sie zu bestimmen, geht man von einer Vollauslastung der wirtschaftlichen Kapazitäten aus. Der Begriff wurde eingeführt, als das Wirtschaftswachstum in der Bundesrepublik Deutschland aufgrund der Ölkrise von 1973/74 stagnierte.
Die Sockelarbeitslosigkeit kann definitionsgemäß mit konjunkturpolitischen Maßnahmen nicht verringert werden. Insoweit ist sie fast identisch mit der von den Monetaristen beschriebenen natürlichen Arbeitslosigkeit, die allerdings auch die sogenannte friktionelle Arbeitslosigkeit umfasst.
Hatte die Sockelarbeitslosigkeit in Deutschland bislang mit jeder Rezession zugenommen, so verzeichnete der Jahreswirtschaftsbericht 2009 (S. 17), dass sie 2008 erstmals seit den 1970er Jahren deutlich unter dem Niveau des vorangegangenen Aufschwungs gelegen habe.
Sockelarbeitslosigkeit entsteht z. B. durch Arbeitslose, die keinen Arbeitsplatz mehr finden, weil sie relativ kurz vor dem Rentenalter stehen oder wegen gesundheitlicher Probleme nicht vermittelbar sind; weiterhin dadurch, dass nicht jeder Arbeitslose zur Aufnahme jedweder Tätigkeit bereit ist oder nicht jeder Arbeitssuchende für jede Arbeit anforderungsgerecht qualifiziert ist.
In der Schweiz ist Sockelarbeitslosigkeit in Teilen anders definiert. So fällt nach einer bestimmten Dauer aus der Arbeitslosenversicherung heraus, wer entweder keine Stelle mehr findet oder nicht bereit ist, eine nicht der Qualifikation entsprechende Stelle anzunehmen. Diese Leute können sich, falls kein Vermögen und keine zahlungsfähigen näheren Angehörigen vorhanden sind, an die Sozialhilfe wenden, wo der Druck allerdings aufrechterhalten bleibt, sich um eine Stelle zu bemühen. Je länger die Stellenlosigkeit andauert, desto schwieriger wird die Vermittelbarkeit auf dem Arbeitsmarkt. Es wird von der öffentlichen Hand versucht, dieser Situation mit Qualifizierungs-Maßnahmen entgegenzuwirken. Seit dem Zweiten Weltkrieg bis in die 1970er Jahre ist es in der Schweiz gelungen, in Hochkonjunktur-Phasen nahezu Vollbeschäftigung ohne Sockelarbeitslosigkeit zu erzielen. Mit der darauf folgenden Computerisierung der Produktionstechnik und einem damit einhergehenden Automations-Schub sowie gleichzeitig zunehmendem Einwanderungs-Druck vermochte der Arbeitsmarkt jedoch zusehends nicht mehr das gesamte Arbeitskräfte-Angebot zu absorbieren; es entstand auch hier – trotz Qualifikations-Bemühungen – Sockelarbeitslosigkeit.